# 166
| 166                |
| ------------------ |
| Dødsfald - Fødsler |
|                    |

| Gregoriansk kalender | 166 CLXVI               |
| Ab urbe condita      | 919                     |
| Armensk kalender     | I/T                     |
| Kinesiske kalender   | 2862 – 2863 乙巳 – 丙午 |
| Etiopisk kalender    | 158 – 159               |
| Jødisk kalender      | 3926 – 3927             |
| Hindukalendere       |                         |
| - Vikram Samvat      | 221 – 222               |
| - Shaka Samvat       | 88 – 89                 |
| - Kali Yuga          | 3267 – 3268             |
| Iransk kalender      | 456 BP – 455 BP         |
| Islamisk kalender    | 470 BH – 469 BH         |

Se også 166 (tal)

## Begivenheder
- Langobarderne trænger ind i Romerriget

## Dødsfald
- Pave Anicetus 1. dør og efterfølges af pave Soter 1.